# Siegfried Translateur

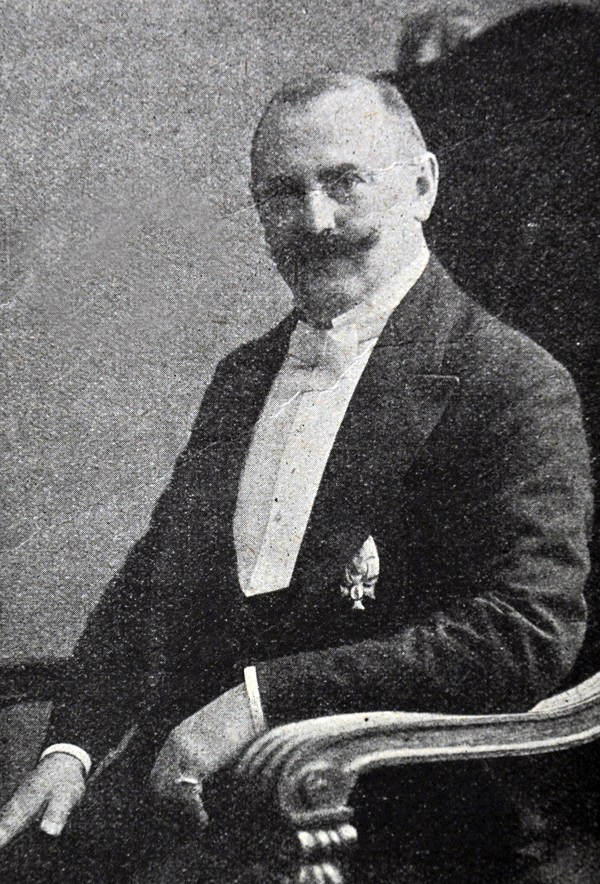
Siegfried Translateur

Salo Siegfried Translateur (Bad Carlsruhe, Opper-Silezië, 19 juni 1875 – concentratiekamp Theresienstadt (Terezín, Tsjechië), 1 maart 1944) was een Duits componist, kapelmeester en muziekuitgever.

## Levensloop
Translateur studeerde in Breslau (Wrocław), in Wenen en aan het Conservatorium in Leipzig. Sinds 1900 woonde hij in Berlijn. Daar stichtte hij in 1911 de muziekuitgeverij Lyra, die na het intreden van zijn zoon als aandeelhouder tot Muziekuitgave Lyra Translateur & Co. werd herdoopt. In de uitgave werden zowel eigen werken (marsen en walsen) alsook werken van andere componisten zoals José Armandola, Marc Roland, Franz von Blon, Paul Lincke en Hellmut Meyer gepubliceerd.
Hij werd vooral door zijn wals Wiener Praterleben beroemd, maar onder deze titel is hij meestal niet bekend, omdat hij in de jaren 20 Sportpalast-wals genoemd werd. In 1909 werd de idee van het traditionele zesdaagse wielrennen naar Europa gebracht. In Berlijn vonden deze wedstrijden regelmatig in het Sportpalast plaats. Bij dit gebeuren behoorde de wals van Translateur, die door het fluitende publiek in het trio werd begeleid.
Nadat de nazi's de macht hadden overgenomen, werd Translateur als Mischling aangemerkt en uit de Reichsmusikkammer gestoten. Het gevolg was, dat hij zijn muziekuitgave als niet-arisch bedrijf moest verkopen. Later werd hij naar Theresienstadt gedeporteerd, waar hij in 1944 overleed.

## Composities

### Werken voor orkest
- 1895 Wiener Praterleben (Sportpalast-Walzer), wals, op. 12
- 1895 Dort wo die Donau fliesst!, wals, op. 21
- 1895 Rheinwein, wals, op. 42
- 1895 Wiener Zugvögel, wals, op. 63
- 1897 La comtesse, mazurka, op. 70
- 1899 Torero, Spaanse wals, op. 100
- 1899 Schwedische Bauern-Mazurka, op. 101
- 1899-1900 Du, mein Alles!, wals, op. 102
- 1904 Liebeswerben, langzame wals, op. 110
- 1910 Hurrah! der Kaiser kommt! - Automobilmarsch, op. 153
- 1911 Was Blumen träumen, wals-intermezzo op. 156 voor sopraan en orkest
- 1912 Flott durchs Leben, wals, op. 155
- 1912 Die sechs Märchen (De zes sprookjes), op. 157
  1. Rotkäppchen (Roodkapje)
  2. Schneewittchen (Sneeuwwitje)
  3. Rumpelstilzchen (Repelsteeltje)
  4. Frau Holle (Vrouw Holle)
  5. Dornröschen (Doornroosje)
  6. Aschenbrödel (Assepoester)
- 1916 Nur wer die Sehnsucht kennt, walsfantasie, op. 161
- 1919 La guitarra, serenade espagnole
- Am Spinnrad, karakterstuk, op. 163 nr. 2
- Automobilmarsch, voor orkest, op. 154
- Ball-Blumen - Band 2
  1. Arm in Arm! - Polonaise
  2. in deinen Augen - wals
  3. Frohsinn - polka
  4. Liebesbriefe - schottisch
  5. Mit Grazie und Chic - Rheinländer
  6. Mädchenlaune - Tyrolienne
  7. Bitte recht freundlich - Kreuz-Polka
  8. Lockenköpfchen - polka-mazurka
  9. Ein freies Stündchen im Pensionat - wals
  10. Nach echt Berliner Art! - Polka français
  11. Aristokratenball - Quadrille
  12. Kreuz und Quer - galop
- Ballgeister, wals
- Berlin, mein Berlin
- Diabolo
- Durch Kampf zum Sieg, mars, op. 66
- Durch's Ziel, galop
- Ein Ballnachtstraum, wals-intermezzo, op. 164
- Frühlingsahnung, romance, op. 74
- Für Deutschlands Ehre, mars
- Geschichten aus dem Spreewald, wals, op. 130
- Großstadtbummel, wals, op. 72
- Hochzeitszug in Liliput, karakterstuk, op. 165
- Im Mondenschein, salonstuk, op. 83
- Japanischer Hochzeitsmarsch, op. 85
- Jugend voran!, mars, op. 167
- Konzert-Walzer Es majeur, wals, op. 163 nr. 3
- Künstlerlaunen, wals, op. 60
- La Reine du Bal, wals
- Les patineurs, wals
- Liebesneckerei, mazurka
- Lunapark-Walzer, op. 154
- Manchu Hochzeit, mars
- Märchen der Liebe, wals-intemezzo
- Mein schönster Traum, salonstuk
- Nebelbilder, wals, op. 50
- Prima Ballerina, wals, op. 58
- Rococo-Gavotte, op. 163 nr. 1
- Schlummerliedchen, berceuse, op. 163 nr. 5
- Serenade, op. 163 nr. 4
- Serenade espagnole, op. 88
- Silberwellen, salonstuk
- Ständchen
- Traumverloren, wals, op. 59
- Valse Choclo, wals, op. 158
- Viel Feind, viel Ehr, marslied
- Vivat Austria, mars
- Wedding March in Midget Land
- Wiener Extrablätter, wals, op. 78
- Wiener Herzen, wals, op. 51
- Zigeunerliebe, wals
- Zur Maienzeit, salonstuk, op. 84

### Werken voor harmonieorkest
- 1901 Wiener Extrablätter, wals, op. 78
- City Life, wals
- La Comtesse, mazurka, op. 70 - bewerkt voor harmonieorkest door Jacob Adam Kappey
- Was Blumen träumen, wals-intermezzo op. 156 - bewerkt voor harmonieorkest door Franco J. Agüero
- Wiener Praterleben (Sportpalast-Walzer), wals, op. 12

### Vocale muziek

#### Liederen
- Das Mädel comme il faut, voor zangstem en piano
- Deutsche Einigkeit, voor zangstem en piano, op. 160
- Die Mutterträne, voor zangstem en piano, op. 96
- Mädchen traut den Männern nicht, walslied voor zangstem en piano, op. 98
- Wenn die Nachtigallen schlagen

### Werken voor piano
- 1897 Heimliche Begegnung, intermezzo, op. 71
- 1904 Perpetuum mobile, karakterstuk, op. 112
- 1904 Scherzo, op. 123
- 1904 Capriccio, op. 124
- Deutsche Krieger-Quadrille, voor piano, op. 45